# دانييلا دي جياكومو
دانييلا دي جياكومو (بالإسبانية: Daniela Di Giacomo) هي مقدمة تلفزيونية وعارضة فنزويلية، ولدت في 15 مايو 1985 في كاراكاس في فنزويلا.